# Zabrachypus nonareaeidos
Zabrachypus nonareaeidos är en stekelart som beskrevs av Wang 1997. Zabrachypus nonareaeidos ingår i släktet Zabrachypus och familjen brokparasitsteklar. Inga underarter finns listade i Catalogue of Life.